# Drepanosiphum platanoidis
Drepanosiphum platanoidis är en insektsart som först beskrevs av Franz Paula von Schrank 1801. Enligt Catalogue of Life ingår Drepanosiphum platanoidis i släktet Drepanosiphum och familjen långrörsbladlöss, men enligt Dyntaxa är tillhörigheten istället släktet Drepanosiphum och familjen borstbladlöss. Arten är reproducerande i Sverige.

## Underarter
Arten delas in i följande underarter:
- D. p. platanoidis
- D. p. iranicum